# خوالة (بعدان)

تعديل مصدري - تعديل

خوالة محلة تابعة لقرية خواله والصيرات، التابعة لعزلة بني عواض بمديرية بعدان إحدى مديريات محافظة إب في الجمهورية اليمنية، بلغ تعداد سكانها 178 حسب تعداد اليمن لعام 2004.